# Parco di Gutturu Mannu
Il Parco Naturale Regionale di Gutturu Mannu è un’area naturale protetta della Sardegna sud-occidentale. Istituito con legge regionale nel 2014, nasce all'interno del Parco del Sulcis, proposto ai sensi della legge regionale 31/89.

## Ubicazione
Il Parco Naturale Regionale del Gutturu Mannu si estende nel territorio dei Comuni di: Pula, Villa San Pietro, Siliqua, Domus De Maria, Uta, Assemini, Santadi, Capoterra, Sarroch e Teulada.
Con i suoi 19.750 ettari, ricade all’interno della Zona di Conservazione Speciale ITB 041105 “Foresta di Monte Arcosu” di circa 30 mila ettari.

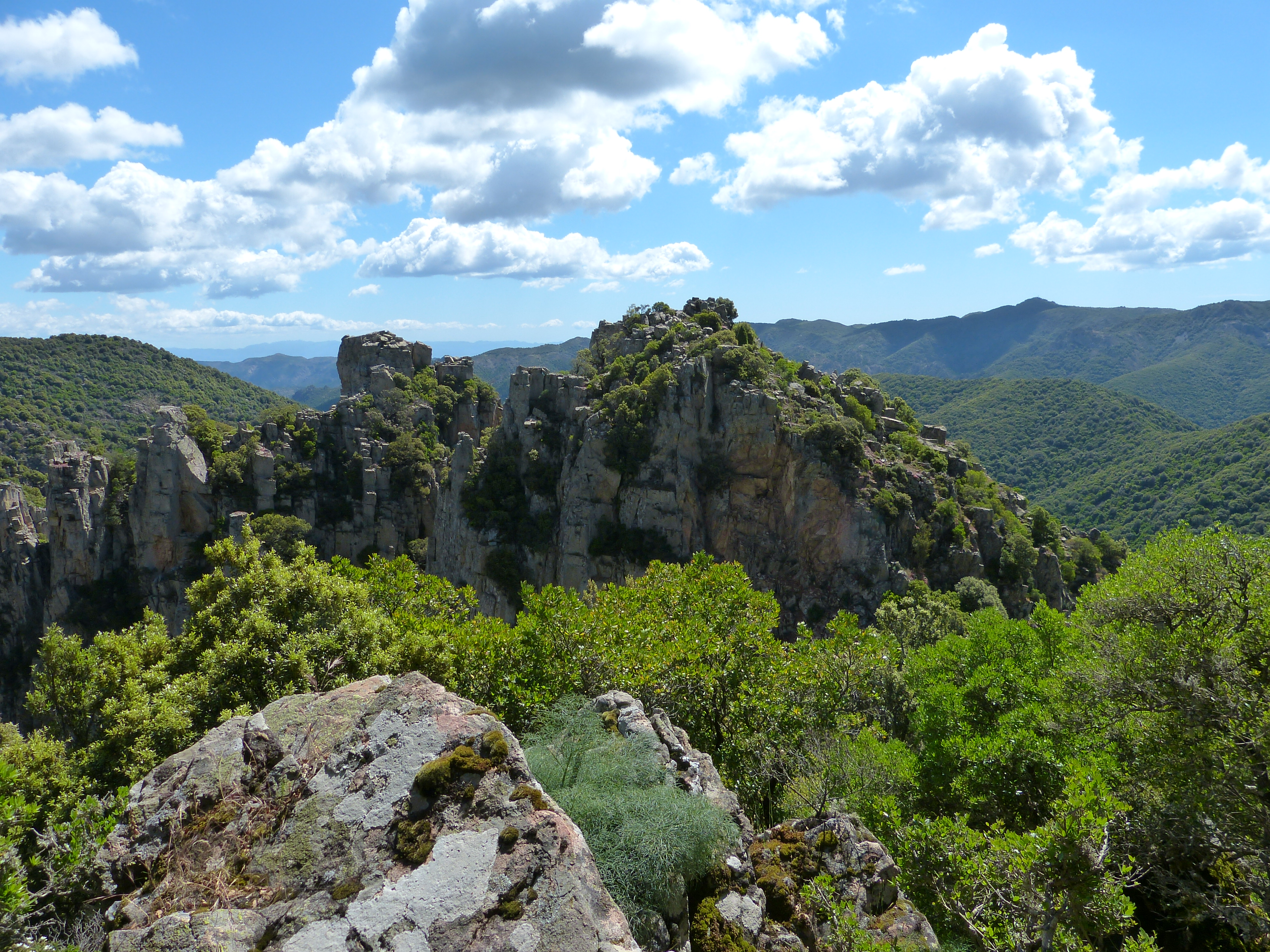

## Curiosità e aspetti interessanti
Il parco annovera diversi aspetti interessanti:
1. in ampie zone del parco vengono attuate specifiche misure di tutela ambientale. All’interno del parco si trovano infatti la riserva naturale di Monte Arcosu, appartenente al WWF Italia (World Wide Fund for Nature), e cinque foreste demaniali (Gutturu Mannu, Is Cannoneris, Monte Nieddu, Pixinamanna, Foresta di Pantaleo);
2. il parco ospita la più grande colonia di Cervo sardo del mondo (circa 2500 esemplari), che rappresenta l’elemento faunistico di maggiore interesse. L’area è inoltre popolata da una consistente popolazione di cinghiale e di gatto selvatico. Tra i rapaci, oltre alla presenza di tre coppie di aquila reale, questo è l’habitat ideale per un buon nucleo di Astore sardo (Accipiter gentilis arrigonii), endemismo sardo-corso;
3. la vegetazione comprende diverse specie endemiche sarde o sardo-corse.

## Geologia e morfologia

### Geologia

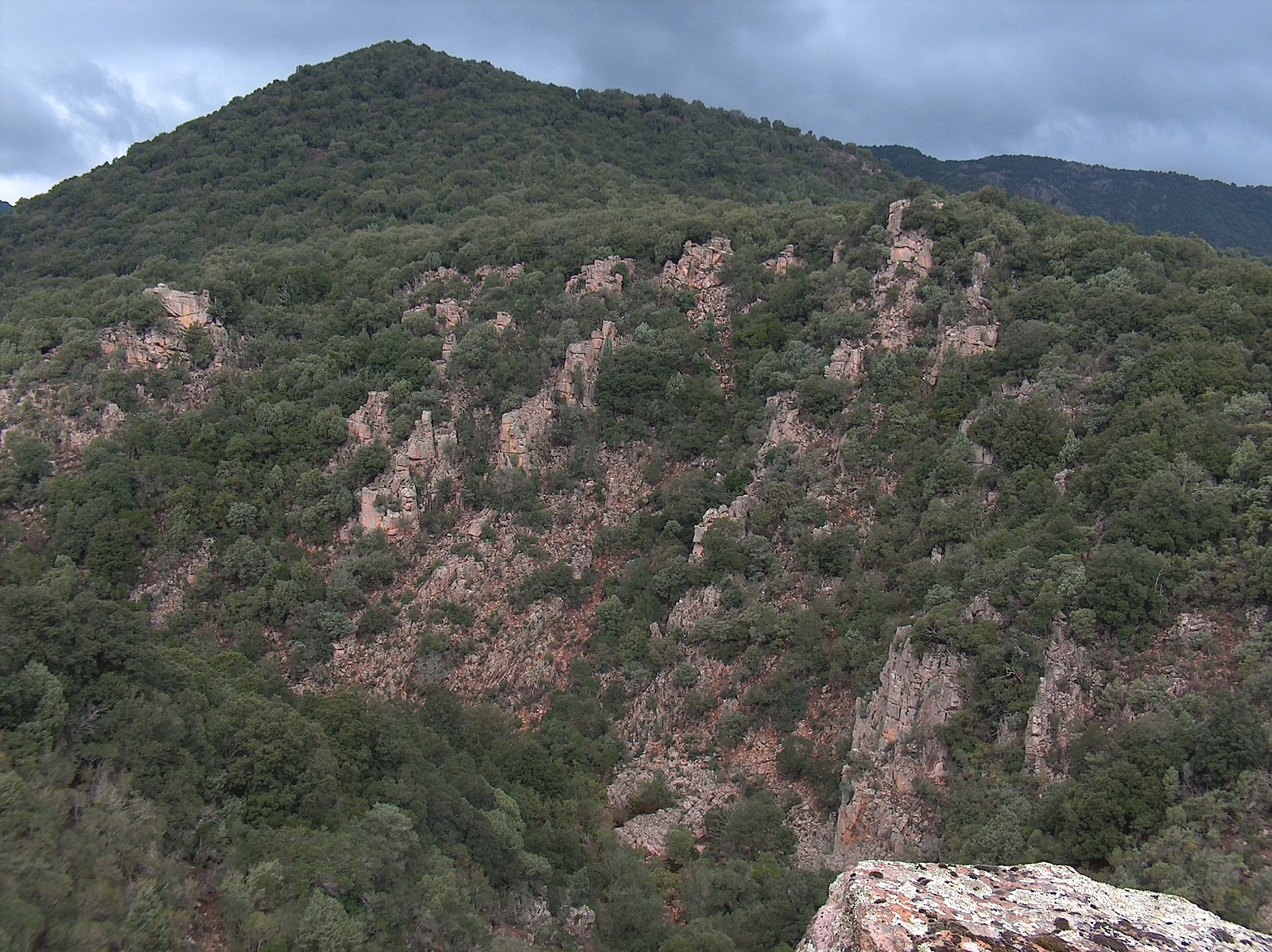

Nonostante la sua eterogeneità cronologica, il massiccio del Sulcis, la cui origine risale al Paleozoico, è una delle formazioni geologiche più antiche, come dimostrano le modeste altezze dei rilievi (7-900 metri, a eccezione di alcune cime che superano di poco i 1000 metri). L'attuale morfologia è il risultato di ripetute attività di tettonica e orogenesi, affinate dall'erosione differenziale. L'area del parco è caratterizzata a ovest da rilievi moderatamente elevati, addolciti da processi erosivi e alluvionali. Per avere maggiori informazioni sulla conformazione geologica della zona rimandiamo alla pagina Monti del Sulcis.

## Vegetazione
Ampie parti del territorio erano coperte da una vasta lecceta primaria, oggi praticamente scomparsa e in molti luoghi sostituita da una formazione forestale con netta prevalenza del leccio accompagnato dalla quercia da sughero e da arbusti a portamento arboreo (corbezzolo, fillirea, erica). 
La vegetazione può essere suddivisa in due zone fitoclimatiche: il Lauretum caldo, in gran parte dell’area, e il Lauretum freddo nelle zone interne e più fresche, ad altitudini di 700-1000 metri.
- Associazioni degradate. Si tratta di praterie, garighe, macchie termoxerofile o macchie degradate. Specie molto comuni sono le scille, gli asfodeli, gli asparagi, la ferula e altre ombrellifere, i cardi, i cisti, la lavanda selvatica, le ginestre (Genista corsica, Calicotome spinosa, Calicotome villosa, ecc.), le euforbie e in generale le specie arbustive rappresentative dell'Oleo-ceratonion. Il numero considerevole di corsi d'acqua, in secca durante la stagione estiva, porta allo sviluppo di questa vegetazione decisamente composita, sia in termini di flora che di paesaggio. Le specie tipiche includono la tamerice (nelle zone più basse), l'oleandro, l'ontano nero, l'agnocasto, il salice rosso, la vite selvatica. Piante erbacee particolarmente comuni sono la menta acquatica, il sedano d'acqua, il crescione e, nelle zone più tranquille, le tife, i ciperi e i giunchi.
- Macchia termoxerofila. Si estende nelle aree più secche, dove le liane spinose (Smilax aspera) rendono ancora più fitta la vegetazione.  Le specie dominanti in questa cenosi sono i cisti, la ginestra spinosa, l'euforbia arborea e l'olivastro. Nel settore meridionale è ampiamente diffuso il carrubo, in forma sia di arbusto sia di albero ad alto fusto.
- Macchia-foresta. Si tratta di associazioni vegetali più sviluppate, riconducibili alla Macchia mediterranea e a forme di transizione verso la Foresta mediterranea sempreverde fino alla lecceta vera e propria. Rappresenta l'elemento forestale di maggiore interesse e si sviluppa principalmente nelle aree attualmente protette (foreste demaniali e riserva di Monte Arcosu). In generale, queste formazioni forestali hanno la fisionomia di una macchia alta, di 4-5 metri di sviluppo in altezza, o di un bosco ceduo a netta prevalenza di leccio associato nelle forme di transizione all'erica e al corbezzolo. Non si può parlare di lecceta vera e propria in quanto è stata disboscata nell'Ottocento, tuttavia la formazione della volta in ampi tratti si è ricostituita, anche se con uno sviluppo in altezza inferiore rispetto ad una lecceta primaria. Le specie arboree tipiche di questa formazione sono il leccio, la sughera, l'erica, il corbezzolo, le filliree e, nelle radure, il ginepro rosso. Gli arbusti del sottobosco sono rappresentati in particolare dalle liane spinose (Smilax aspera e Rubus ulmifolius) e dal pungitopo, mentre quella erbacea annovera diverse specie dalla fioritura suggestiva: il ciclamino, un notevole numero di specie di orchidee, margheritine, ranuncoli, anemoni, Crocus, viole, ecc. presenti nel sottobosco vero e proprio o nelle radure. Nelle radure è facile anche reperire la digitale.

Le stazioni più fresche, riconducibili al Lauretum freddo, ospitano anche esemplari di tasso, agrifoglio e acero trilobo, che rappresentano la flora residua che ricopriva il territorio nel Terziario. Esistono anche esemplari arborei di ginestra dell'Etna. Oltre a quelle spontanee, vanno menzionate anche le specie naturalizzate o introdotte dall’uomo, quali l'Eucalyptus camaldulensis, particolarmente diffuso nei terreni forestali privati, il Pinus pinea, presente in alcune aree forestali, in particolare nella foresta Demaniale di Piscina Manna, a Santa Margherita di Pula e a Poggio dei Pini, l'Acacia retinoides, fortemente distribuita nel parco DCK ubicato presso Pula, lungo la strada d'accesso alla foresta demaniale di Piscina Manna.
Gli endemismi botanici di maggiore rilevanza includono la Genista corsica (sardo-corso), la Genista aetnensis (siculo-sardo) e l'Helichrysum montelinasanum. Quest'ultimo è stato considerato per lungo tempo un endemismo esclusivo del monte Linas, ma in realtà si trova anche nei monti del Sulcis.

## Fauna
Accanto alla geomorfologia e alla flora, la fauna è il terzo principale motivo di interesse del parco di Gutturu mannu. Nonostante il bracconaggio sia una piaga atavica in questo territorio, grazie all’ampia area boschiva sono state preservate specie molto importanti. Molte delle specie citate sono endemiche (a livello di sottospecie) esclusive della Sardegna, oppure endemiche del Tirreno o del bacino del Mediterraneo occidentale

### Mammiferi

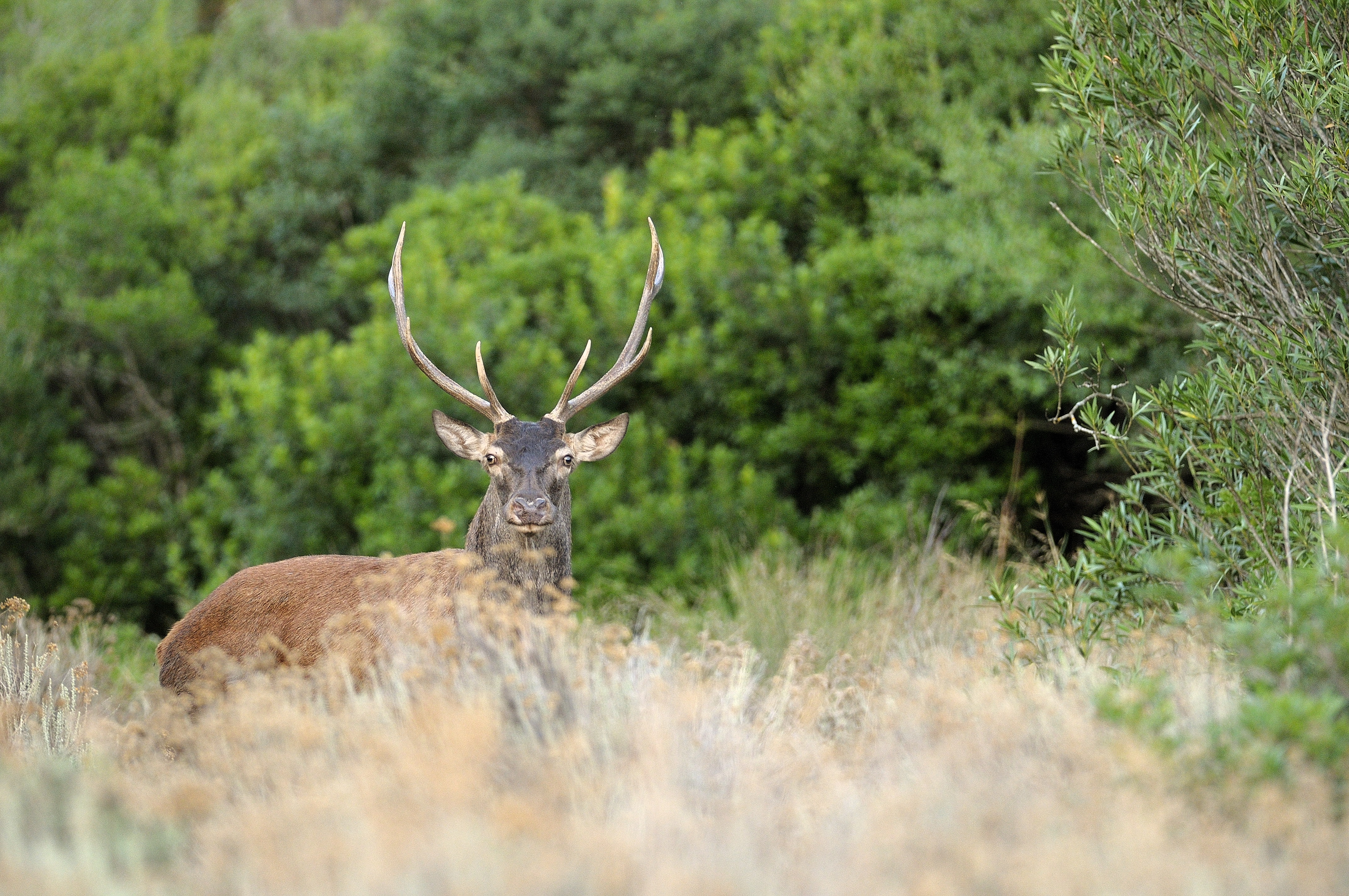
Un esemplare di cervo sardo

La specie più interessante tra i mammiferi è il Cervo sardo (Cervus elaphus corsicanus, endemismo sardo-corso). L'habitat naturale di questa specie erano le foreste della Sardegna meridionale che si estendevano sui rilievi montuosi: l’Arburese, il Sarrabus-Gerrei e soprattutto il Sulcis. Tuttavia l'areale originario si estendeva alla Corsica e a tutta la Sardegna. Specie a rischio d'estinzione, il Cervo sardo trova le condizioni ideali per la sua sopravvivenza nelle aree protette del Sulcis,  dove costituisce la popolazione più numerosa dell’isola.
Fra gli ungulati figura anche il Daino (Dama dama), specie estinta in Sardegna negli anni ‘60, ma reintrodotta in diversi parchi dall'Azienda Foreste Demaniali della Regione Sardegna. Le foreste di Pixinamanna e Is Cannoneris sono abitate da popolazioni di Daino.
Il Cinghiale (Sus scrofa meridionalis) è il terzo mammifero del parco in ordine di importanza e probabilmente costituisce una delle popolazioni più numerose dell'Isola. 
Fra i piccoli mammiferi troviamo il comune riccio (Erinaceus europaeus), il coniglio selvatico (Oryctolagus cuniculus) e la lepre sarda (Lepus capensis mediterraneus, endemismo sardo).
I mammiferi predatori vedono la presenza della volpe, del gatto selvatico, della donnola (Mustela nivalis) e della martora (Martes martes).

## Uccelli
Fra tutte le specie di uccelli, i rapaci sono quelli che attraggono il maggior interesse. Visto l’esiguo numero di coppie e la tutela a livello internazionale, le specie nidificanti più importanti per il parco del Gutturu Mannu sono l'aquila reale (Aquila chrysaetos), l'astore(Accipiter gentilis arrigoni, endemismo sardo-corso), il falco pellegrino (Falco peregrinus).

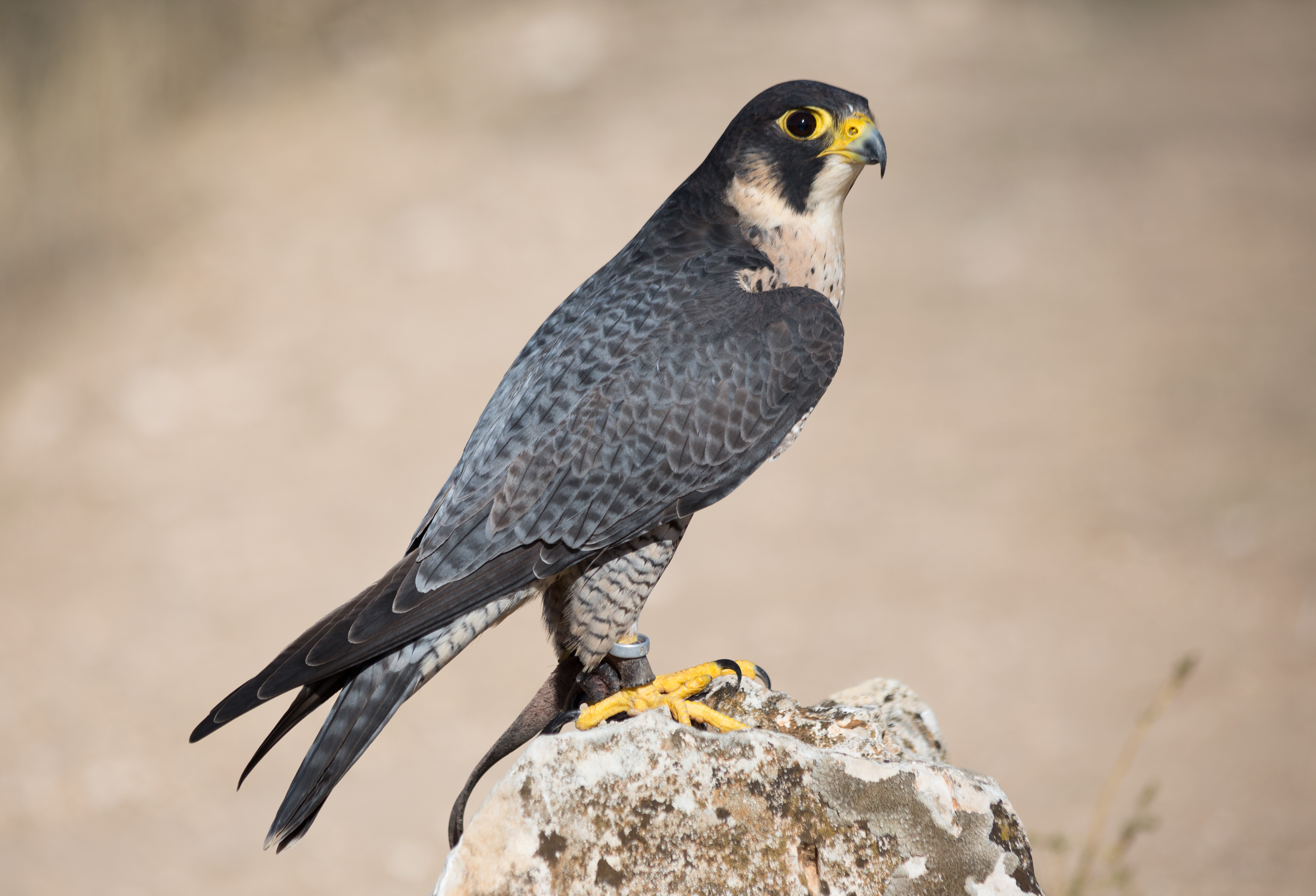

Le specie più comuni sono la poiana (Buteo buteo), il gheppio (Falco tinnunculus), lo sparviere (Accipiter nisus).

## Rettili e anfibi
Il Biacco (Coluber viridiflavus) è il rettile più comune. Le altre specie degne di nota sono le bisce acquatiche del genere Natrix: la biscia viperina (Natrix maura) e la sottospecie sardo-corsa della biscia dal collare (Natrix natrix cettii, endemismo sardo-corso). Quest'ultima è piuttosto rara e si differenzia in modo significativo dalle bisce della stessa specie.
Gli anfibi più interessanti sono la comune raganella sarda (Hyla sarda, endemismo tirrenico) e, più rari, il discoglosso sardo(Discoglossus sardus, endemismo tirrenico) e il geotritone dell'Iglesiente (Speleomantes genei, endemismo sardo). Quest'ultimo, come altre specie dello stesso genere, comunemente note come Geotritone, sono difficili da rinvenire perché abitano grotte e anfratti umidi.

## Antropizzazione
La parte occidentale del parco, prevalentemente pianeggiante e la cui morfologia è meno accidentata, è quella più interessata dall'antropizzazione. Gran parte dei terreni di quest’area sono interessati da insediamenti stabili, coltivazioni e altre attività. Al contrario, le aree centrali e occidentali sono molto più aspre e, fatta eccezione per i centri servizi delle aree protette, presentano pochi insediamenti stabili.  All'interno si trovano piccoli insediamenti produttivi chiamati medaus, dove si pratica l'allevamento di bestiame, soprattutto di capre.
La storia dell'antropizzazione del Sulcis s'identifica con quella dei furriadroxius. Si trattava di piccoli medaus allestiti nel territorio come rifugi per i pastori e il bestiame per sfuggire alle incursioni dei Saraceni, che col tempo diventarono piccoli insediamenti familiari. La maggior parte degli antichi furriadroxus è stata abbandonata e ne rimangono soltanto i ruderi, talvolta nascosti fra la vegetazione, mentre altri si sono trasformati diventando gli attuali centri abitati, diffusi soprattutto nel settore occidentale del Sulcis.
Gli insediamenti temporanei, durati per diversi decenni a cavallo fra l'Ottocento e il Novecento, erano associati allo sfruttamento del sottosuolo e del soprassuolo. I resti di questi insediamenti sono la Miniera di San Leone, il centro di Pantaleo, ma soprattutto le carbonaie. Ancora oggi l'interno dei cedui e della macchia-foresta derivati dall'antica lecceta primaria sono costellati di piccole radure create dai carbonai per realizzare le carbonaie. Si tratta di piccoli spiazzi aperti pianeggianti, circolari o semicircolari, di poche decine di metri quadri, in parte coperti dalla volta del bosco.

## Raccolta dei funghi
Il Sulcis è una delle zone più ricche di specie di funghi, alcune delle quali risultano essere di particolare pregio (Amanita caesarea, Boletus aereus, Clitocybe geotropa, Leccinum lepidum, ecc.). La scarsa propensione della popolazione alla raccolta di specie poco conosciute ha fatto sì che il patrimonio micologico si mantenesse intatto per lungo tempo, ma negli ultimi decenni, grazie alla diffusione delle conoscenze, si è potuta riscontrare una crescita dell'interesse da parte sia della popolazione locale sia di quella dei territori limitrofi.